# Popel
Popel jsou sypké, neshořelé zbytky hořlavých tuhých látek (topiva), především dřeva, uhlí, rašeliny, případně produktů z nich vyrobených (např. briket, drti, pilin, mletého uhelného prachu), nebo sypké pozůstatky po požáru.

## Chemické složení
Chemické složení popele závisí jednak na původním hořlavém materiálu, jednak na teplotě, která byla v průběhu hoření dosažena, dále pak na množství kyslíku, který hoření podporoval. Při nízkých teplotách a/nebo při nedostatku kyslíku obsahuje popel značné množství původního nespáleného materiálu, který může být teplotou hoření více či méně přeměněn, např. při hoření dřeva může se jeho část přeměnit až na amorfní uhlík (karbonizovat), který zůstane v popelu a dále neshoří.
Tuhá paliva obsahují zejména uhlík a jeho sloučeniny s vodíkem, kyslíkem a dusíkem, v menší míře též sirné sloučeniny. Většina těchto těkavých prvků se v procesu hoření mění v plyny a nejsou proto (s výjimkou kyslíku) příliš v popelu zastoupeny. Voda, která je obvyklou součástí paliv, spolu s těkavými organickými látkami, se vypaří. Jiné příměsi, označované obvykle za minerální, zůstávají nezměněny pokud jsou tepelně stabilní nebo se mění na málo těkavé nebo zcela netěkavé oxidy, které tvoří chemický základ popela. Oxidy alkalických kovů (především sodíku a draslíku, tedy oxid sodný a oxid draselný) a kovů alkalických zemin (zejména vápníku, oxid vápenatý) díky své vysoké bazicitě vážou především oxid uhličitý, vznikající spalováním uhlíku, ve formě uhličitanů; v menší míře se mohou slučovat i s oxidem siřičitým na siřičitany. Proto zejména dřevný popel vzhledem k relativně vysokému obsahu draslíku v dřevní hmotě obsahuje značné množství uhličitanu draselného (potaše), který se v minulosti z dřevného popele vyráběl. Dodnes je popel ze dřeva považován za dobré draselné hnojivo. Naproti tomu popel z uhlí obsahuje značný podíl sedimentárních hornin a v důsledku toho i poměrně vysoké množství těžkých kovů (včetně radioaktivních, jako je thorium a uran); proto není vhodný jako hnojivo zejména pro zeleninu a ovoce, neboť by těmito těžkými kovy mohly být zamořeny i vypěstované produkty.

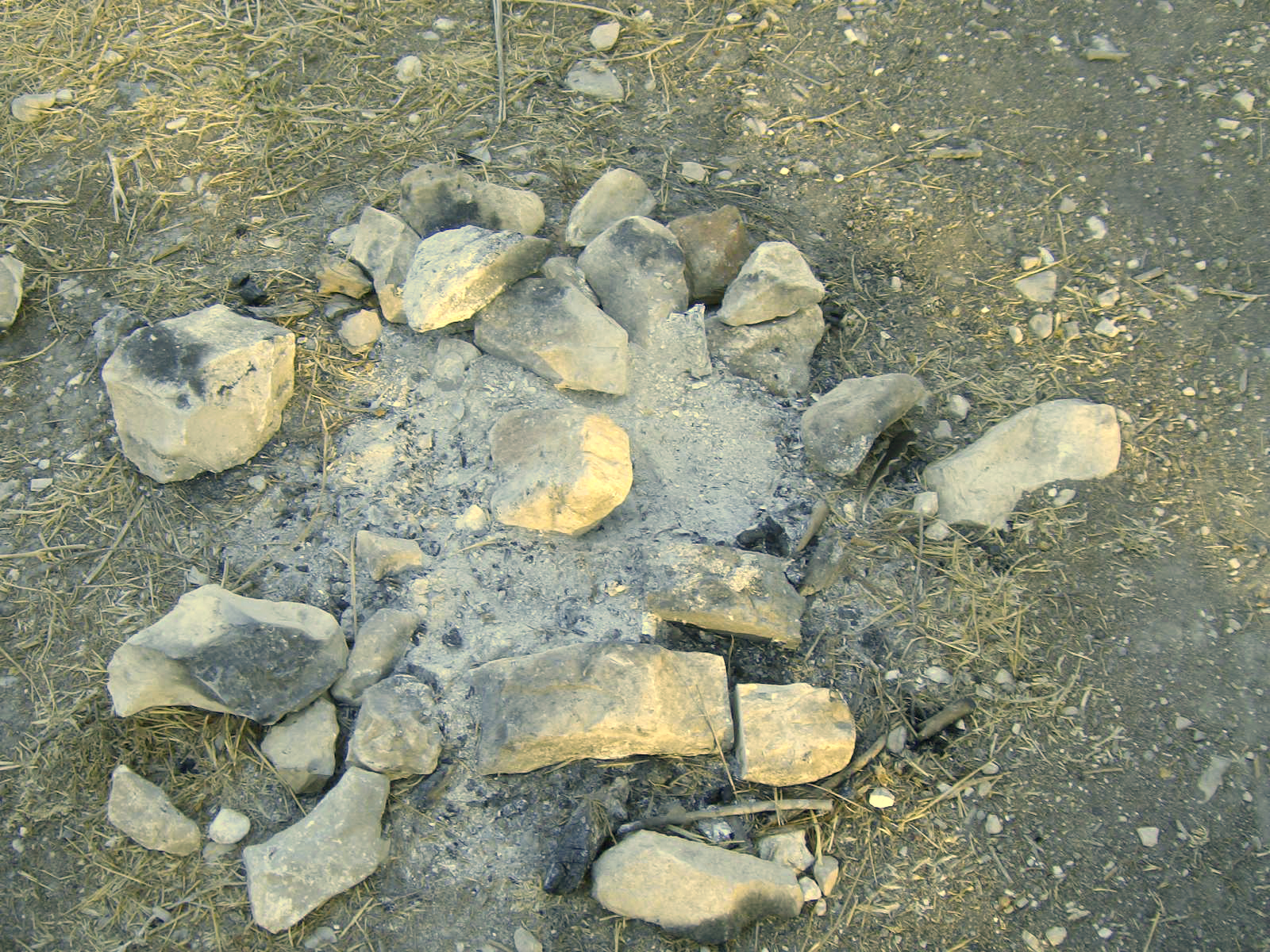
Zbytky popela v ohništi

Hlavní podíl popela minerálních topiv tvoří především oxid křemičitý a křemičitany, dále pak sloučeniny hliníku, vápníku, hořčíku a železa.
Při velmi intenzivním hoření, kdy teplota přesáhne bod tání značné části chemických složek popela, dochází k spékání původně sypkého pozůstatku hoření a ten se tak mění ve škváru.